# 団結湖駅
団結湖駅（だんけつこえき）は、中華人民共和国北京市朝陽区に位置する北京地下鉄3号線と10号線の駅である。

## 駅構造
10号線は相対式ホーム2面2線を有する地下駅、3号線は島式ホーム1面2線を有する地下駅。

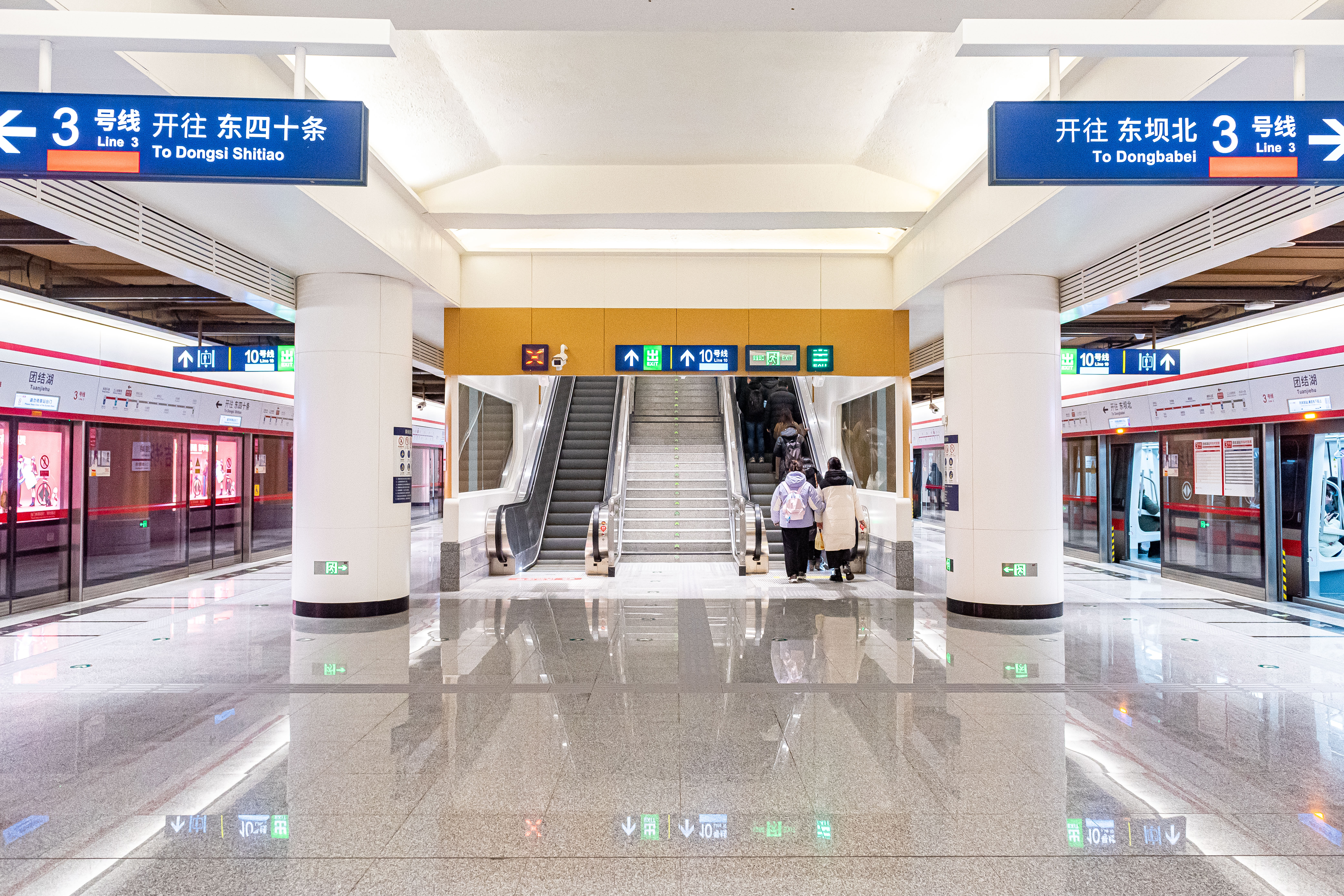
3号線ホーム
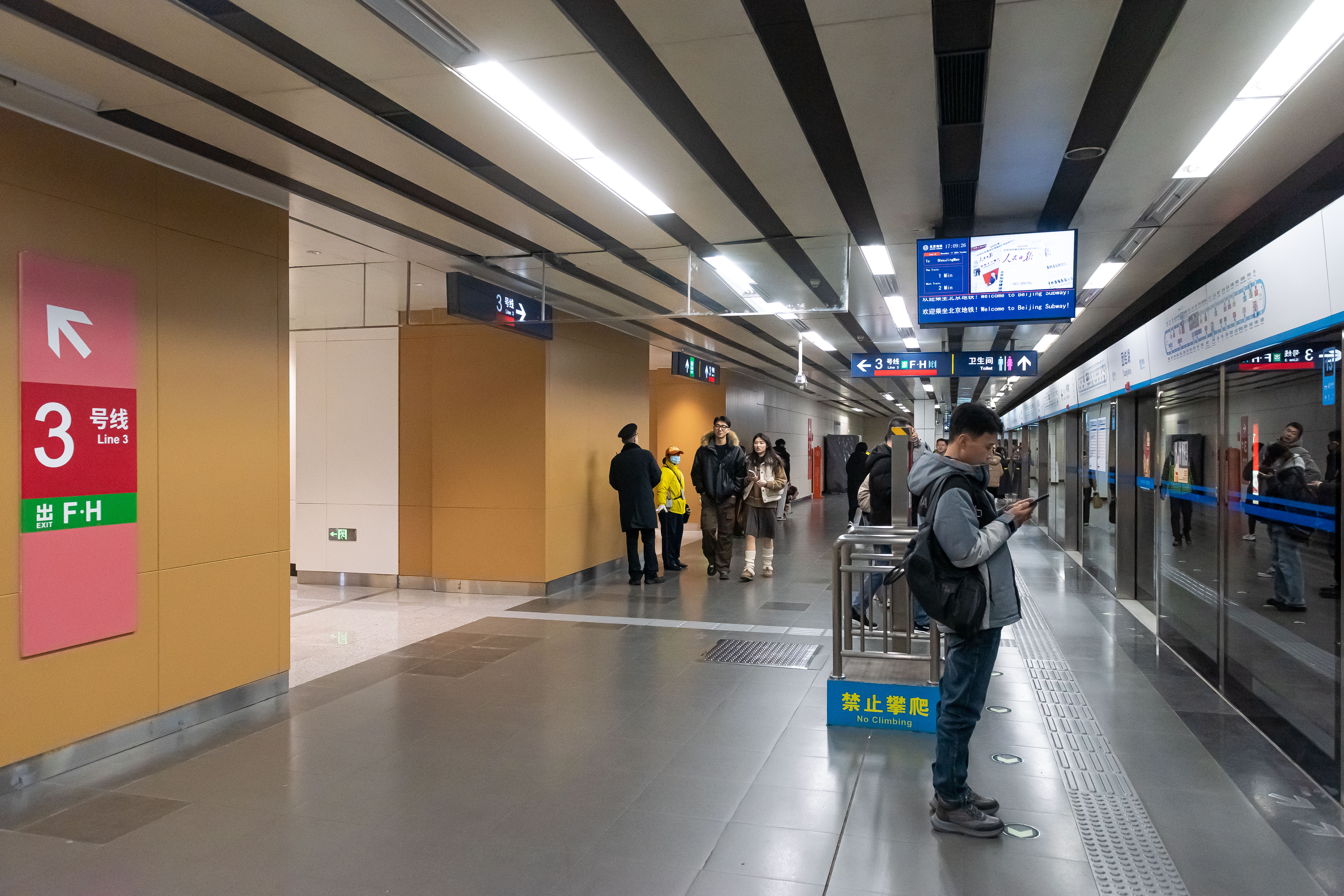
10号線ホーム（内回り）
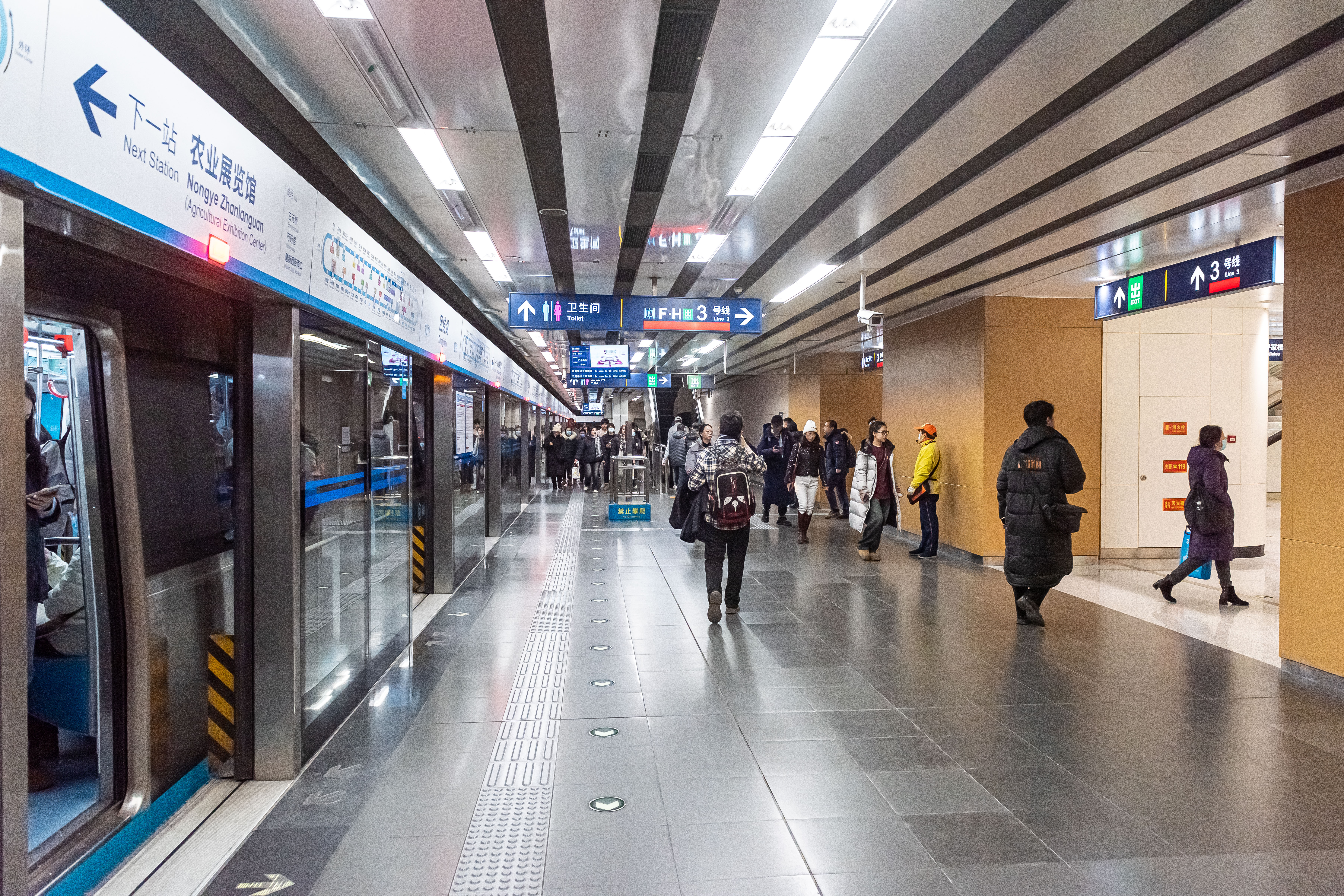
10号線ホーム（外回り）

## 駅周辺
- 団結湖街道（中国語版）弁事処

## 歴史
- 2008年7月19日 - 10号線が開業。
- 2024年12月15日 - 3号線が開業。

## 隣の駅
北京地下鉄
■3号線
工人体育場駅 - 団結湖駅 - 朝陽公園駅
■10号線
農業展覧館駅 - 団結湖駅 - 呼家楼駅